# Бад Хинделанг
Бад Хинделанг (на немски: Bad Hindelang) е селище в Южна Германия, в окръг Горен Алгой на провинция Бавария. Разположен е в Алпите, на 2 km от границата с Австрия. Населението му е 5112 души (по приблизителна оценка от декември 2017 г.).